# Локални избори у Србији 2004.
Локални избори за одборнике скупштина општина и градова у Србији 2004. одржани су 19. септембра 2004. године.
Поред овога одржани су избори за председнике општина и градова, односно избори за градоначелнике.
Избори за одборнике и председнике у 13 општина су одржани у 2002. години: Бујановац, Медвеђа, Уб, Барајево, Ражањ, Деспотовац и Лесковац, односно у 2003. години: Алибунар, Ћићевац, Прибој, Ћуприја, Пирот и Краљево, као и избори за председника општине у Прешеву, 2002. године.
У овим изборима први пут је примењен пропорционални изборни систем за одборнике, а по новом Закону о локалним изборима.
Први пут су на општим изборима бирани председници општина, односно градоначелници, који су, по Закону о локалној самоуправи, носиоци извршне власти. Председнике су једино у 16 општина града Београда (осим у Барајеву) бирали одборници скупштина, а не бирачи. Изборе су спровеле општинске и градске изборне комисије.